# Alexander Waibl
Alexander Waibl (ur. 20 marca 1968 w Stuttgarcie) – niemiecki trener siatkarski.
4 lipca 2015 roku ożenił się z niemiecką siatkarką Stefanie Karg.
Był trenerem TSV Bernhausen w Filderstadt i TSV Georgii Allianz Stuttgart. Wcześniej trenerem drużyny drugiej ligi z VC Stuttgart w 2007 roku. W 2008 roku klub awansował do Bundesligi. 
Studiował prawo w Tybindze. Od 1996 roku był prawnikiem prawnicy kancelarii prawniczej K3S. Pracował w Sądzie Rejonowym w Stuttgarcie.

## Sukcesy trenerskie
Puchar Niemiec:
- 2010, 2016, 2018, 2025[6]

Puchar Challenge:
- 2010

Mistrzostwo Niemiec:
- 2014, 2015, 2016, 2021
- 2011, 2012, 2013, 2025[7]

Superpuchar Niemiec:
- 2021